# Abrigo rupestre da Solhapa
O abrigo rupestre da Solhapa é um sítio arqueológico situado a cerca de três quilómetros da freguesia de Duas Igrejas, no município de Miranda do Douro, em Portugal.

## Descrição
Há uma gravação na cobertura da gruta que se assemelha a outras encontradas em países como Espanha e França, tendo sido interpretadas como a representação de um feiticeiro. É representada como uma figura humana, cuja cabeça trapezoidal, tem as pontas como um par de galhos. Na bacia, as duas linhas representam uma cauda e um falo ereto.
As restantes insculturas estão situadas nas paredes interiores da gruta e também no pavimento. O sítio possui uma importante diversidade iconográfica com covinhas, traços perpendiculares, semicírculos e barras retilíneas e interligadas, com formas quase labirínticas. Há um elemento na forma de serpente e figurações humanas, cronologicamente balizáveis entre os finais do Neolítico e o início do Calcolítico e da Idade do Bronze.